# Nati nel 1961/Ottobre
| Questa pagina contiene informazioni ricavate automaticamente dalle voci biografiche con l'ausilio del template Bio e di un bot. L'aggiornamento è periodico e automatico e ricostruisce completamente la pagina. Se manca una persona in questa lista, sei pregato di non aggiungerla, ma accertati piuttosto che la sua voce biografica contenga il template Bio e che i dati anagrafici siano correttamente compilati. Se il template Bio manca, inseriscilo tu stesso o, in alternativa, metti l'avviso {{tmp\|Bio}} che ne segnala la mancanza. Se i dati riportati sono sbagliati, correggi direttamente la voce biografica; le modifiche saranno visibili in questa lista entro pochi giorni. Per chiarimenti vedi il progetto biografie. La lista contiene solo le 297 persone che sono citate nell'enciclopedia e per le quali è stato implementato correttamente il template Bio. Pagina aggiornata al 18 ago 2025. |

- 1º ottobre - Jesús Barrios, ex calciatore colombiano
- 1º ottobre - Rico Constantino, ex wrestler statunitense
- 1º ottobre - Baudouin Decharneux, filosofo e storico delle religioni belga
- 1º ottobre - Thomas von Heesen, allenatore di calcio e ex calciatore tedesco
- 1º ottobre - Kim Poong-joo, ex calciatore sudcoreano
- 1º ottobre - Walter Mazzarri, allenatore di calcio e ex calciatore italiano
- 1º ottobre - Gerald Messlender, calciatore austriaco († 2019)
- 1º ottobre - Robert Rey, chirurgo e personaggio televisivo brasiliano
- 1º ottobre - Fabio Rosini, presbitero, biblista e scrittore italiano
- 1º ottobre - Tim Southam, regista canadese
- 1º ottobre - Mel Sterland, ex calciatore inglese
- 2 ottobre - Dan Corneliusson, ex calciatore svedese
- 2 ottobre - Steve La Chance, ballerino, coreografo e insegnante statunitense
- 2 ottobre - Ferruccio Mariani, allenatore di calcio e ex calciatore italiano
- 2 ottobre - Stefano Ordini, pianista, compositore e polistrumentista italiano
- 2 ottobre - Steve Purcell, fumettista, disegnatore e regista statunitense
- 2 ottobre - Mark Schauer, politico statunitense
- 2 ottobre - Nico Verhoeven, dirigente sportivo e ex ciclista su strada olandese
- 2 ottobre - Zoran Vujčić, ex calciatore croato
- 3 ottobre - Vittorio Colao, dirigente d'azienda e politico italiano
- 3 ottobre - Ginés Ramón García Beltrán, vescovo cattolico spagnolo
- 3 ottobre - Marcus Giamatti, attore statunitense
- 3 ottobre - Tommy Karls, ex canoista svedese
- 3 ottobre - Giancarlo Marinelli, filosofo e saggista italiano
- 3 ottobre - Michael Phelps, ex cestista statunitense
- 3 ottobre - Mario Primorac, ex cestista e allenatore di pallacanestro bosniaco
- 3 ottobre - Ludger Stühlmeyer, cantore, musicologo e compositore tedesco
- 3 ottobre - Peter Thibeaux, ex cestista statunitense
- 3 ottobre - Karin Thomas, ex fondista svizzera
- 4 ottobre - Juan Francisco Ordóñez, chitarrista e compositore dominicano
- 4 ottobre - Jon Secada, cantante e compositore cubano
- 4 ottobre - Kazuki Takahashi, fumettista giapponese († 2022)
- 4 ottobre - Zoran Vulić, allenatore di calcio e ex calciatore croato
- 5 ottobre - Loreta Galdikienė, cestista lituana
- 5 ottobre - Claudia Kristofics-Binder, ex pattinatrice artistica su ghiaccio austriaca
- 5 ottobre - Mark Phillips, militare e politico guyanese
- 6 ottobre - Immacolata Amodeo, storica della letteratura, critica letteraria e italianista italiana
- 6 ottobre - Paolo Boesso, ex cestista italiano
- 6 ottobre - Marcello Cortese, doppiatore e direttore del doppiaggio italiano
- 6 ottobre - Raffaele Di Fusco, allenatore di calcio e ex calciatore italiano
- 6 ottobre - Katrin Dörre-Heinig, ex maratoneta tedesca
- 6 ottobre - Moshe Lion, manager e politico israeliano
- 6 ottobre - Sonja Lumme, cantante finlandese
- 7 ottobre - Matthias Brandt, attore tedesco
- 7 ottobre - Claudio Fazzone, politico italiano
- 7 ottobre - Tom Perez, politico statunitense
- 7 ottobre - Noriko Sasaki, fumettista giapponese
- 7 ottobre - Tony Sparano, giocatore di football americano e allenatore di football americano statunitense († 2018)
- 7 ottobre - Robert Varkonyi, giocatore di poker statunitense
- 8 ottobre - Billy Cannon Jr., ex giocatore di football americano statunitense
- 8 ottobre - Giuseppe Carboni, giornalista italiano
- 8 ottobre - Cheope, paroliere e pittore italiano
- 8 ottobre - Hervé Cultru, storico e insegnante francese
- 8 ottobre - Maria Cristina Messa, medico e politica italiana
- 8 ottobre - Michie Nakatani, bassista, cantante e compositrice giapponese
- 8 ottobre - Kenny Orange, ex cestista statunitense
- 8 ottobre - Jon Stevens, cantante neozelandese
- 8 ottobre - Giovanni Venosta, compositore e pianista italiano
- 9 ottobre - Julian Bailey, ex pilota automobilistico britannico
- 9 ottobre - Gyula Hajszán, ex calciatore ungherese
- 9 ottobre - Sheila Kelley, attrice statunitense
- 9 ottobre - Wolfgang Knaller, ex calciatore austriaco
- 9 ottobre - Dario Manera, attore italiano
- 9 ottobre - Trevor Matich, ex giocatore di football americano statunitense
- 9 ottobre - Horace Owens, ex cestista e allenatore di pallacanestro statunitense
- 9 ottobre - Leonardo Rojas, ex calciatore peruviano
- 9 ottobre - Stéphane Sanseverino, cantautore e chitarrista francese
- 9 ottobre - Riccardo Tempestini, ex pallanuotista, allenatore di pallanuoto e dirigente sportivo italiano
- 9 ottobre - Matt Wagner, fumettista statunitense
- 9 ottobre - Wanz, cantante statunitense
- 9 ottobre - Tomm Warneke, ex tennista statunitense
- 10 ottobre - Imre Boda, ex calciatore ungherese
- 10 ottobre - Jonathan Butler, cantautore e chitarrista sudafricano
- 10 ottobre - Vittorio Cozzella, dirigente sportivo e ex calciatore italiano
- 10 ottobre - Ognjen Cvitan, scacchista croato
- 10 ottobre - Ferdinando De Giorgi, allenatore di pallavolo e ex pallavolista italiano
- 10 ottobre - Brian Diemer, ex siepista statunitense
- 10 ottobre - Bonita Friedericy, attrice e produttrice cinematografica statunitense
- 10 ottobre - Marcello Gamberini, ex calciatore italiano
- 10 ottobre - Trent Gardner, tastierista statunitense († 2016)
- 10 ottobre - Curtis Hairston, cantante statunitense († 1996)
- 10 ottobre - Gary Hurring, ex nuotatore neozelandese
- 10 ottobre - Henrik Jørgensen, maratoneta danese († 2019)
- 10 ottobre - Martin Kemp, bassista, attore e regista britannico
- 10 ottobre - Antonio Krăstev, sollevatore bulgaro († 2020)
- 10 ottobre - Jean-Marc Leclercq, musicista francese
- 10 ottobre - Jodi Benson, cantante, attrice e doppiatrice statunitense
- 10 ottobre - Donald McEachin, politico statunitense († 2022)
- 10 ottobre - Viktor Nikolaevič Muženko, generale ucraino
- 10 ottobre - Uwe Proske, ex schermidore tedesco
- 10 ottobre - Carl Shutt, ex calciatore inglese
- 10 ottobre - Danuta Stenka, attrice polacca
- 10 ottobre - Eckart Würzner, politico tedesco
- 11 ottobre - Hany Abu-Assad, regista, sceneggiatore e produttore cinematografico palestinese
- 11 ottobre - Gilda, cantautrice argentina († 1996)
- 11 ottobre - Fabio Cavallucci, storico dell'arte italiano
- 11 ottobre - Amr Diab, cantante, compositore e attore egiziano
- 11 ottobre - Pasquale Marrazzo, regista, sceneggiatore e produttore cinematografico italiano
- 11 ottobre - Steve Young, ex giocatore di football americano statunitense
- 12 ottobre - Massimo Castagna, ex pallavolista italiano
- 12 ottobre - Chendo, dirigente sportivo e ex calciatore spagnolo
- 12 ottobre - Andrew Crumey, scrittore britannico
- 12 ottobre - Chris Foerster, allenatore di football americano e ex giocatore di football americano statunitense
- 12 ottobre - Diego García, maratoneta spagnolo († 2001)
- 12 ottobre - Roberto Giacobbo, conduttore televisivo, autore televisivo e scrittore italiano
- 12 ottobre - Alfred Heer, politico svizzero
- 12 ottobre - Arunachalam Muruganantham, imprenditore indiano
- 12 ottobre - Eugeniusz Popowicz, arcivescovo cattolico polacco
- 12 ottobre - Graham Purvis, ex rugbista a 15 e allenatore di rugby a 15 neozelandese
- 12 ottobre - Jarkko Tuomala, ex cestista finlandese
- 13 ottobre - Bill Camp, attore statunitense
- 13 ottobre - Paolo Carignani, pianista e direttore d'orchestra italiano
- 13 ottobre - Derek Harper, ex cestista statunitense
- 13 ottobre - Doc Rivers, ex cestista, allenatore di pallacanestro e dirigente sportivo statunitense
- 13 ottobre - Selma Boragina, ex cestista brasiliana
- 13 ottobre - Doron Shefa, ex cestista israeliano
- 13 ottobre - Abderrahmane Sissako, regista mauritano
- 13 ottobre - Elvis Tsui, attore cinese
- 14 ottobre - Romulus Gabor, ex calciatore e allenatore di calcio rumeno
- 14 ottobre - Brian Laws, ex calciatore e allenatore di calcio inglese
- 14 ottobre - Irina Levčenko, ex cestista sovietica
- 14 ottobre - Isaac Mizrahi, stilista statunitense
- 14 ottobre - Barbara Pedri, giornalista italiana
- 14 ottobre - Gegè Telesforo, cantante, musicista e conduttore televisivo italiano
- 15 ottobre - Mikael Appelgren, tennistavolista svedese
- 15 ottobre - Alain Casanova, allenatore di calcio e ex calciatore francese
- 15 ottobre - Heike Dähne, nuotatrice tedesca orientale
- 15 ottobre - Jerzy Kowalik, allenatore di calcio e ex calciatore polacco
- 15 ottobre - Efrem Merelli, ex sciatore alpino italiano
- 15 ottobre - Giovanni Pagliari, allenatore di calcio e ex calciatore italiano
- 15 ottobre - Stephone Paige, ex giocatore di football americano statunitense
- 15 ottobre - Daniela Porcelli, ex mezzofondista e velocista italiana
- 15 ottobre - Jon Uriarte, allenatore di pallavolo e ex pallavolista argentino
- 15 ottobre - Steve Wigley, allenatore di calcio e ex calciatore inglese
- 16 ottobre - Massimo Castellani, ex tuffatore italiano
- 16 ottobre - Chris Doleman, giocatore di football americano statunitense († 2020)
- 16 ottobre - Matt Hernandez, ex giocatore di football americano statunitense
- 16 ottobre - Yahiro Kazama, allenatore di calcio e ex calciatore giapponese
- 16 ottobre - Konca Kuris, attivista turca († 1999)
- 16 ottobre - Marc Levy, scrittore e imprenditore francese
- 16 ottobre - Loredana Limone, scrittrice e gastronoma italiana († 2018)
- 16 ottobre - Scott O'Hara, attore pornografico, poeta e scrittore statunitense († 1998)
- 16 ottobre - Tonye Patano, attrice statunitense
- 16 ottobre - Gérard Santoro, lottatore francese
- 16 ottobre - Bjarni Sigurðsson, ex calciatore islandese
- 16 ottobre - Piotr Skrobowski, ex calciatore polacco
- 16 ottobre - Irfan Smajlagić, ex pallamanista e allenatore di pallamano croato
- 16 ottobre - Paul Vaessen, calciatore inglese († 2001)
- 16 ottobre - Mark Walker, bassista statunitense
- 17 ottobre - Cheri Bustos, politica statunitense
- 17 ottobre - Juan Carlos Campo, giudice e politico spagnolo
- 17 ottobre - Alberto Castellani, ex arbitro di calcio italiano
- 17 ottobre - Mike De Palmer, tennista statunitense († 2021)
- 17 ottobre - Patrick Duijzings, ex calciatore e ex giocatore di calcio a 5 olandese
- 17 ottobre - Alain Eyobo, ex calciatore camerunese
- 17 ottobre - Joseph Jouthe, politico haitiano
- 17 ottobre - Danny Kamuchira, ex giocatore di calcio a 5 zimbabwese
- 17 ottobre - Vaclavas Kidykas, ex discobolo lituano
- 17 ottobre - Kim Kyung-ho, ex calciatore sudcoreano
- 17 ottobre - Philippe Perret, ex calciatore svizzero
- 17 ottobre - Riccardo Polizzy Carbonelli, attore e doppiatore italiano
- 17 ottobre - Metella Raboni, costumista italiana
- 17 ottobre - Lanfranco Tenaglia, ex magistrato e politico italiano
- 17 ottobre - Marcos Vinicius, chitarrista e compositore brasiliano
- 18 ottobre - Guram Adžoev, ex calciatore georgiano
- 18 ottobre - Tommy English, ex calciatore inglese
- 18 ottobre - Roberto Iadicicco, giornalista italiano
- 18 ottobre - Wynton Marsalis, trombettista e compositore statunitense
- 18 ottobre - Arnis Mednis, cantante lettone
- 18 ottobre - Rick Moody, scrittore statunitense
- 18 ottobre - Ilaria Moscato, annunciatrice televisiva e conduttrice televisiva italiana
- 18 ottobre - Alvydas Nikžentaitis, storico e saggista lituano
- 18 ottobre - Jorge Amado Nunes, ex calciatore paraguaiano
- 19 ottobre - David Egerton, rugbista a 15 e allenatore di rugby a 15 britannico († 2021)
- 19 ottobre - Pedro Garay, ex calciatore paraguaiano
- 19 ottobre - Albert Kidd, ex calciatore scozzese
- 19 ottobre - Mauro Libè, politico italiano
- 19 ottobre - Francesco Mollame, politico italiano
- 19 ottobre - Juan Carlos Navarro, politico panamense
- 19 ottobre - Kevin O'Callaghan, ex calciatore irlandese
- 20 ottobre - Dragiša Binić, ex calciatore serbo
- 20 ottobre - Sandro Dell'Agnello, allenatore di pallacanestro e ex cestista italiano
- 20 ottobre - Billy Konchellah, ex mezzofondista keniota
- 20 ottobre - Evgenij Lomtev, ex velocista sovietico
- 20 ottobre - Kate Mosse, scrittrice e conduttrice televisiva inglese
- 20 ottobre - Guillermo Muñoz, ex calciatore messicano
- 20 ottobre - Roberto Rizzo, allenatore di calcio e ex calciatore italiano
- 20 ottobre - Ian Rush, ex calciatore e allenatore di calcio gallese
- 20 ottobre - Stefan Stannarius, ex saltatore con gli sci tedesco orientale
- 20 ottobre - Michie Tomizawa, attrice, doppiatrice e cantante giapponese
- 21 ottobre - Alireza Akbari, politico iraniano († 2023)
- 21 ottobre - Pablo Arraya, ex tennista argentino
- 21 ottobre - Marina Krogull, attrice e doppiatrice tedesca
- 21 ottobre - Angelo Miglietta, economista italiano
- 21 ottobre - Lică Movilă, ex calciatore rumeno
- 21 ottobre - Peter Olsson, bassista svedese
- 21 ottobre - Doug Partie, ex pallavolista e ex giocatore di beach volley statunitense
- 21 ottobre - Angelo Russo, attore italiano
- 21 ottobre - Serhij Sapronov, ex calciatore e allenatore di calcio ucraino
- 21 ottobre - Mitsuru Satō, ex lottatore giapponese
- 21 ottobre - María Antonia Socías, ex cestista argentina
- 21 ottobre - Alex Tui, kickboxer australiano
- 22 ottobre - Stefano Cecchini, ex mezzofondista italiano
- 22 ottobre - Andrea Guerra, compositore italiano
- 22 ottobre - Mark Jones, ex calciatore inglese
- 22 ottobre - Anton Josipović, ex pugile jugoslavo
- 22 ottobre - Enrico Lisei, cantautore italiano
- 22 ottobre - Stefano Nazzi, giornalista italiano
- 22 ottobre - Todd Oldham, stilista e progettista statunitense
- 22 ottobre - Barbara Potter, ex tennista statunitense
- 22 ottobre - Robert Torti, attore statunitense
- 22 ottobre - Giorgio Vale, terrorista italiano († 1982)
- 22 ottobre - Dietmar Woidke, politico tedesco
- 22 ottobre - John C. Wright, scrittore statunitense
- 23 ottobre - Roberto Amodio, dirigente sportivo e ex calciatore italiano
- 23 ottobre - Brett Dean, direttore d'orchestra, violista e compositore australiano
- 23 ottobre - Bruno Faidutti, storico, sociologo e autore di giochi francese
- 23 ottobre - João Galo, ex calciatore portoghese
- 23 ottobre - David Kitay, compositore statunitense
- 23 ottobre - Laurie Halse Anderson, scrittrice statunitense
- 23 ottobre - Andoni Zubizarreta, dirigente sportivo e ex calciatore spagnolo
- 24 ottobre - Mary Bono, politica statunitense
- 24 ottobre - German Chan, imprenditore russo
- 24 ottobre - Myriam Fox-Jerusalmi, ex canoista francese
- 24 ottobre - Felice Invernici, attore e doppiatore italiano
- 24 ottobre - Susan Kilrain, ex astronauta statunitense
- 25 ottobre - Brent Carmichael, ex cestista statunitense
- 25 ottobre - Helen Hackett, critica letteraria britannica
- 25 ottobre - Akihiko Ishizumi, doppiatore giapponese
- 25 ottobre - Franco Lauro, giornalista, conduttore televisivo e telecronista sportivo italiano († 2020)
- 25 ottobre - Diego Lazzarich, ex ginnasta e allenatore di ginnastica italiano
- 25 ottobre - Vernon Leroy Maxwell, ex giocatore di football americano statunitense
- 25 ottobre - John Sivebæk, procuratore sportivo e ex calciatore danese
- 25 ottobre - Chad Smith, batterista statunitense
- 26 ottobre - Calixthe Beyala, scrittrice camerunese
- 26 ottobre - Salvo Bitonti, regista teatrale, regista cinematografico e drammaturgo italiano
- 26 ottobre - Howard Carter, ex cestista statunitense
- 26 ottobre - John A. Davis, regista, sceneggiatore e illustratore statunitense
- 26 ottobre - Manuel Estiarte, ex pallanuotista spagnolo
- 26 ottobre - Endika Guarrotxena, ex calciatore spagnolo
- 26 ottobre - Uhuru Kenyatta, politico keniota
- 26 ottobre - Dylan McDermott, attore statunitense
- 26 ottobre - Tatjana Rojc, scrittrice, critica letteraria e politica italiana
- 26 ottobre - Stacy Schiff, scrittrice e storica statunitense
- 26 ottobre - Othell Wilson, ex cestista statunitense
- 27 ottobre - András Csepregi, ex calciatore e ex giocatore di calcio a 5 ungherese
- 27 ottobre - Robert Domes, giornalista e scrittore tedesco
- 27 ottobre - Eduardo Freitas, dirigente sportivo portoghese
- 27 ottobre - Jesús Glaría Yetano, ex calciatore spagnolo
- 27 ottobre - Stewart Granger, ex cestista canadese
- 27 ottobre - Mia Gundersen, cantante e attrice norvegese
- 27 ottobre - Oliviero Malaspina, cantautore, scrittore e poeta italiano
- 27 ottobre - Paolo Mazza, ex calciatore sammarinese
- 27 ottobre - Margaret Mazzantini, scrittrice, drammaturga e attrice italiana
- 27 ottobre - Daniele Montroni, politico italiano
- 27 ottobre - Fabio Rossello, imprenditore italiano
- 27 ottobre - Joanna Scanlan, attrice e sceneggiatrice britannica
- 27 ottobre - Wilmar Valencia, allenatore di calcio e ex calciatore peruviano
- 27 ottobre - David White, genealogista inglese
- 27 ottobre - Damian Young, attore statunitense
- 28 ottobre - Pascal Cagni, imprenditore francese
- 28 ottobre - Charles Morerod, vescovo cattolico svizzero
- 28 ottobre - Gioia Scola, attrice italiana
- 29 ottobre - Per-Inge Bengtsson, ex canoista svedese
- 29 ottobre - Remco Boere, allenatore di calcio e ex calciatore olandese
- 29 ottobre - Marina Di Guardo, scrittrice italiana
- 29 ottobre - Denis Evstigneev, regista sovietico
- 29 ottobre - George Fernandez, allenatore di calcio, ex calciatore e ex giocatore di calcio a 5 statunitense
- 29 ottobre - Tonči Huljić, cantante croato
- 29 ottobre - Randy Jackson, cantautore, polistrumentista e ballerino statunitense
- 29 ottobre - Fatemeh Motamed Aria, attrice iraniana
- 29 ottobre - Cornelia Oschkenat, ex ostacolista e velocista tedesca
- 29 ottobre - Gabriele Pennacchioli, fumettista e animatore italiano
- 29 ottobre - Richard Schroeder, ex nuotatore statunitense
- 29 ottobre - McKinley Singleton, ex cestista statunitense
- 30 ottobre - Seth Adonkor, calciatore francese († 1984)
- 30 ottobre - Mohamed Benchiha, ex giocatore di calcio a 5 algerino
- 30 ottobre - Joe Berlinger, regista, sceneggiatore e produttore cinematografico statunitense
- 30 ottobre - Rauno Bies, tiratore a segno finlandese
- 30 ottobre - Ronald Garan, ex astronauta statunitense
- 30 ottobre - Joe Heck, politico statunitense
- 30 ottobre - Kim Jong-yang, poliziotto sudcoreano
- 30 ottobre - Kumi Kubota, ex cestista giapponese
- 30 ottobre - Eamon Martin, arcivescovo cattolico britannico
- 30 ottobre - Dmitrij Muratov, giornalista russo
- 30 ottobre - Giorgos Papakonstantinou, politico greco
- 30 ottobre - Hans Segers, ex calciatore olandese
- 30 ottobre - Ralf Sievers, allenatore di calcio e ex calciatore tedesco
- 30 ottobre - Zoran Tucić, fumettista e illustratore serbo
- 31 ottobre - Alonzo Babers, ex velocista statunitense
- 31 ottobre - Antonio Bacciocchi, batterista, disc jockey e produttore discografico italiano
- 31 ottobre - Mark Buchanan, fisico e divulgatore scientifico statunitense
- 31 ottobre - Milan Đuričić, allenatore di calcio serbo († 2022)
- 31 ottobre - Peter Jackson, regista, sceneggiatore e produttore cinematografico neozelandese
- 31 ottobre - Moreno Morbiducci, allenatore di calcio e ex calciatore italiano
- 31 ottobre - Larry Mullen, batterista e compositore irlandese
- 31 ottobre - Chiara Palazzolo, scrittrice italiana († 2012)